# Elisabeth Rust
Pour les articles homonymes, voir Rust.
Elisabeth Rust, née Zöscher le 14 juin 1958 et morte le 22 novembre 2004, est une coureuse de fond autrichienne. Elle a remporté huit titres nationaux en semi-marathon, marathon et course en montagne.

## Biographie
Elisabeth s'illustre en course en montagne en remporte la Coupe d'Autriche de course en montagne. Elle démontre son talent pour la discipline en terminant septième et meilleure Autrichienne lors du Trophée mondial de course en montagne 1990 à Telfes.
Le 23 mai 1992, Elisabeth remporte sa première médaille nationale en terminant troisième sur 10 000 m lors des championnats d'Autriche d'athlétisme. Le 30 août, lors du Trophée mondial de course en montagne à Suse, elle mène le groupe de tête dans le premier tour. Gudrun Pflüger force l'allure dans le deuxième tour et prend les commandes pour aller remporter le titre. Elisabeth termine finalement neuvième et remporte la médaille d'or par équipes avec Gudrun et Sabine Stelzmüller, troisième.
Le 20 juin 1993, elle tire parti du fait que les championnats d'Autriche de course en montagne se déroulent sur la Panoramalauf Puchenstuben dont elle a déjà remporté les trois premières éditions. Elle domine la course et remporte la victoire avec près de trois minutes d'avance sur Elsbeth Heinzle. Elle décroche ainsi son premier titre national. Le 5 septembre à Pinkafeld lors des championnats d'Autriche de semi-marathon, elle s'empare des commandes de la course qu'elle mène à son rythme et franchit la ligne d'arrivée avec une minute d'avance sur la championne sortante Carina Lilge-Leutner.
Elle défend aves succès ses titres nationaux de course en montagne et semi-marathon en 1994. Le 22 octobre 1995, elle remporte pour la deuxième fois consécutive le marathon de Graz. L'épreuve accueillant les championnats d'Autriche de marathon, elle remporte son cinquième titre national dans une nouvelle discipline.
Le 11 octobre 1998, les championnats d'Autriche de marathon ont à nouveau lieu à Graz. Elisabeth saisit sa chance et s'impose à nouveau sur « son » marathon pour remporter un nouveau titre.
Elle remporte ses deux derniers titres nationaux en course en montagne en 2000 à Saalbach et en 2001 à Obdach.
Elle meurt le 22 novembre 2004, décédée des suites d'une longue maladie.

## Palmarès

### Piste
| Année | Compétition                          | Lieu        | Place | Épreuve       | Temps          |
| ----- | ------------------------------------ | ----------- | ----- | ------------- | -------------- |
| 1992  | Championnats d'Autriche d'athlétisme | Amstetten   | 3e    | 10 000 mètres | 36 min 12 s 60 |
| 1993  | Championnats d'Autriche d'athlétisme | Dornbirn    | 2e    | 10 000 mètres | 35 min 26 s 61 |
| 1995  | Championnats d'Autriche d'athlétisme | Vöcklabruck | 3e    | 10 000 mètres | 36 min 5 s 76  |
| 1996  | Championnats d'Autriche d'athlétisme | Amstetten   | 3e    | 5 000 mètres  | 17 min 36 s 20 |
| 1998  | Championnats d'Autriche d'athlétisme | Gratkorn    | 3e    | 10 000 mètres | 36 min 23 s 08 |

### Route
| Année | Compétition                              | Lieu        | Place | Épreuve       | Temps           |
| ----- | ---------------------------------------- | ----------- | ----- | ------------- | --------------- |
| 1993  | Championnats d'Autriche de semi-marathon | Pinkafeld   | 1re   | Semi-marathon | 1 h 16 min 56 s |
| 1994  | Marathon de Vienne                       | Vienne      | 8e    | Marathon      | 2 h 48 min 20 s |
| 1994  | Championnats d'Autriche de semi-marathon | Reyersdorf  | 1re   | Semi-marathon | 1 h 19 min 22 s |
| 1994  | Marathon de Graz                         | Graz        | 1re   | Marathon      | 2 h 46 min 10 s |
| 1995  | Championnats d'Autriche de semi-marathon | Völkermarkt | 2e    | Semi-marathon | 1 h 18 min 35 s |
| 1995  | Marathon de Graz                         | Graz        | 1re   | Marathon      | 2 h 44 min 0 s  |
| 1996  | Marathon de Graz                         | Graz        | 2e    | Marathon      | 2 h 50 min 40 s |
| 1998  | Championnats d'Autriche de semi-marathon | Koblach     | 2e    | Semi-marathon | 1 h 19 min 0 s  |
| 1998  | Marathon de Graz                         | Graz        | 1re   | Marathon      | 2 h 45 min 50 s |
| 1999  | Marathon de Graz                         | Graz        | 2e    | Marathon      | 2 h 46 min 58 s |
| 2000  | Marathon de Vienne                       | Vienne      | 7e    | Marathon      | 2 h 43 min 36 s |

### Course en montagne
| no  | féminin            | Course                                        | Longueur | Départ            | Temps           |
| --- | ------------------ | --------------------------------------------- | -------- | ----------------- | --------------- |
| 7e  | 7e                 | Trophée mondial de course en montagne         | 7,88 km  | 14 septembre 1990 | 38 min 38 s     |
| 8e  | 8e                 | Trophée mondial de course en montagne         | 8,3 km   | 8 septembre 1991  | 46 min 3 s      |
| 9e  | 9e                 | Trophée mondial de course en montagne         | 7,44 km  | 30 août 1992      | 43 min 17 s     |
| 1re | Médaille d'or      | Championnats d'Autriche de course en montagne | 8,2 km   | 20 juin 1993      | 43 min 20 s     |
|     | Médaille d'argent  | Course de montagne du Danis                   | 6,3 km   | 11 juillet 1993   | 30 min 1 s      |
|     | Médaille d'or      | Course de Schlickeralm                        | 11,2 km  | 1993              | 1 h 12 min 55 s |
| 1re | Médaille d'or      | Championnats d'Autriche de course en montagne | 8 km     | 7 août 1994       | 47 min 27 s     |
| 10e | 10e                | Trophée mondial de course en montagne         | 7,34 km  | 4 septembre 1994  | 42 min 33 s     |
|     | Médaille de bronze | Course de Schlickeralm                        | 11,2 km  | 13 août 1995      | 1 h 16 min 52 s |
|     | Médaille d'or      | Course de montagne du Feuerkogel              | 11 km    | 4 août 1996       | 1 h 15 min 11 s |
| 43e | Médaille d'or      | Championnats d'Autriche de course en montagne | 15,5 km  | 16 juin 2000      | 1 h 20 min 15 s |
| 9e  | 9e                 | Trophée mondial de course en montagne         | 11,6 km  | 9 septembre 2000  | 51 min 54 s     |
| 43e | Médaille d'or      | Championnats d'Autriche de course en montagne | 11 km    | 10 juin 2001      | 1 h 11 min 54 s |

## Records
| Épreuve       | Performance     | Date             | Lieu       |
| ------------- | --------------- | ---------------- | ---------- |
| 3 000 mètres  | 9 min 40 s 52   | 6 juin 1993      | Kapfenberg |
| 5 000 mètres  | 17 min 22 s 39  | 2 septembre 1995 | Kapfenberg |
| 10 000 mètres | 35 min 32 s 61  | 22 mai 1993      | Dornbirn   |
| 5 kilomètres  | 17 min 41 s     | 22 juin 1999     | Vienne     |
| 10 kilomètres | 46 min 4 s      | 31 juillet 1999  | Übelbach   |
| Semi-marathon | 1 h 16 min 56 s | 5 septembre 1993 | Pinkafeld  |
| Marathon      | 2 h 43 min 36 s | 21 mai 2000      | Vienne     |